# Michelada
Michelada je míchaný nápoj pocházející z Mexika. Jeho základními složkami jsou světlé pivo, šťáva z limetky a chilli paprička. Podle chuti se může přidat také rajčatový džus, tabasco, ústřicová omáčka, maggi nebo worcestrová omáčka. V různých latinskoamerických zemích se používají lokální ochucovadla jako chamoy, merkén nebo tajín. Koktejl je možno obohatit aromatickou šťávou z ovoce, například mangovou nebo tamarindovou, někdy se do michelady přilévá také tequila. Michelada se podává v namražené sklenici, jejíž okraj je opatřen krustou ze soli a práškového chilli. Pije se obvykle slámkou. Je osvěžujícím nápojem v horkých dnech a doporučuje se také jako lék na kocovinu.
Recept údajně vytvořil Michel Ésper ve svém tenisovém klubu ve městě San Luis Potosí a původní označení „Michelova limonáda“ se časem zkrátilo na michelada. Podle jiné verze název pochází z výrazu „mi chela helada“, tzn. „moje ledové pivo“.
Americké společnosti Miller Brewing Company a Anheuser-Busch začaly vyrábět hotovou micheladu prodávanou jako balený nápoj.